# Giulio Berruti
Giulio Maria Berruti (ur. 27 września 1984 w Rzymie) – włoski aktor, model i producent filmowy.

## Życiorys

### Wczesne lata
Po uzyskaniu tytułu zawodowego technika dentystycznego, rozpoczął studia na uniwersytecie, a w 2010 roku ukończył stomatologię. Następnie zdobył kwalifikacje w zakresie specjalizacji w dziedzinie ortodoncji.

### Kariera
Debiutował w Lizzie McGuire (The Lizzie McGuire Movie, 2003). Przełom w karierze aktorskiej przyszedł w 2007 dzięki roli Markiza Andrei Van Neckera w serialu Canale 5 Córka Elisa – Powrót do Rivombrosy (La figlia di Elisa – Ritorno a Rivombrosa).

## Filmografia

### Filmy fabularne
- 2003: Lizzie McGuire (The Lizzie McGuire Movie) jako Włoski Chłopak #2
- 2005: Melissa P. jako Roberto
- 2007: Napisz na ścianach (Scrivilo sui muri) jako Cosmos
- 2008: Śmiertelny kitesurfing (Deadly Kitesurf) jako Dario
- 2010: Smacznego (Bon Appétit) jako Hugo
- 2011: Monte Carlo jako książę Domenico da Silvano
- 2011: Amerykańska dziewczyna (La ragazza americana) jako Vasco
- 2012: 10 zasad, aby się zakochać (10 regole per fare innamorare) jako Ettore
- 2012: Goltzius and the Pelican Company jako Thomas Boethius
- 2012: Miłość jest niedoskonała (Love Is Not Perfect) jako Marco
- 2014: Walking on Sunshine. Chodzę w słońcu (Walking on Sunshine) jako Raf
- 2015: Pokojówka dla ciebie (Maid for You) jako Castellano
- 2020: Piekło Gabriela (Gabriel’s Inferno) jako Gabriel Emerson
- 2021: Dziewczyny z dubaju (Girls to buy) jako Sam

### Seriale
- 2006: Czarna strzała (Black Arrow) jako Thomas
- 2007: Córka Elisa – Powrót do Rivombrosa (La figlia di Elisa – Ritorno a Rivombrosa) jako Markiz Andrea Van Necker
- 2009: Jastrząb i gołąb (The Falcon and the Dove) jako Giulio Branciforte
- 2011: Anioły i diamenty (Angeli & diamanti) jako Giuseppe
- 2011: Ciepła krew (Sangue caldo) jako Manuele Signori
- 2014: Sekrety Borgo Larici (I segreti di Borgo Larici) jako Hugo
- 2016: Squadra antimafia 8 - il ritorno del Boss jako Carlo Nigro

### Teledyski
- 2008: „Sangue e Cuore” (Krew i serce) – Rino De Maria
- 2010: „Gli Spietati” (Bez przebaczenia) – Baustelle
- 2013: „Show Me I’m Your Lover” (Pokaż mi, że jestem Twoim kochankiem) – The Public Radar